# Vittskövle kyrka
Vittskövle kyrka (dansk: Vidskøvle kirke) er en kirkebygning, som hører til Vittskövle sogn under Lunds stift og Kristianstads kommune. Den ligger i Vittskövle, omkring 5 km nordøst for forstaden Degeberga og 28 km syd for Kristianstad.

## Kirken
Kirken blev oprindeligt bygget i det 12. eller 13. århundrede, men der kan ikke gives nogen præcis datering. De ældste dele er skibet, koret og apsis. Her har man ikke brugt tegl, hvad der ellers kunne have støttet en tidlig datering, men nogle forskere mener, at bygningen er for stor til at kunne tilhøre de tidlige kirker. Det er også et åbent spørgsmål, om dette er det første kirkehus i Vittskövle, eller om den havde en trækirke som forgænger.
I det 15. århundrede nedbrød man dele af nordmuren og fik opført en korsarm. Den tjente som kapel for godsejeren til Vittskövle gård, Axel Pedersen Brahe, og blev indviet til Sankt Anna, Jomfru Marias moder. Kapellet kan derfor kaldes Sankta Annas kapel.
I 1480'erne byggede man tagets hvælvinger og kalkmalerierne blev fremstillet. I midten af det 16. århundrede opførte man vesttårnet. Kalkmalerierne blev overkalket i det 18. århundrede, men i 1899-1900 blev der gennemført en restaurering, først og fremmest af inventaret. Kirken fik ny prædikestol, nyt alter og nye bænke, og de gamle kalkmalerier blev frilagt på ny.

## Kalkmalerierne
På indersiden af hvælvingerne over Vittskövle kirke udførte en kunstner i slutningen af det 15. århundrede nogle kalkmalerier. I skibets hvælvinger ses scener fra skabelsesberetningen og syndefaldet.
Over koret har der sandsynligvis været billeder fra Nicolauslegenden, men kun billedet af Sankt Nicolaus er bevaret.
I de to hvælvinger over Sankta Annas kapel er der også malerier. I den østlige hvælving ses de fire evangelister representeret ved deres respektive symboler. Den vestlige hvælving indeholder fire kvindelige helgener: Sankt Barbara, Sankt Ursula, Sankt Gertrud og Sankt Katarina.
- Gud skaber dyrene
- Syndefaldet
- Skt. Nikolaus

## Inventar
Barnekowfamiliens sarkofager og epitafier er opstillet i gravkoret bag et jerngitter.
- Døbefonten
- Prædikestolen
- Interiør